# Pseudocamptomyia palpata
Pseudocamptomyia palpata är en tvåvingeart som beskrevs av Boris Mamaev och Zaitzev 1997. Pseudocamptomyia palpata ingår i släktet Pseudocamptomyia och familjen gallmyggor. Inga underarter finns listade i Catalogue of Life.